# Pavol Svitana
Pavol Svitana (* 2. září 1948 Matejovce) je bývalý slovenský hokejový brankář.
S hokejem začínal v klubu LVS Poprad, kde hrál do roku 1967. Následně vystřídal České Budějovice a Jihlavu, se kterou získal v roce 1969 mistrovský titul. V letech 1969–1980 chytal za VSŽ Košice a poté do roku 1985 působil opět v Popradu.
Byl členem širšího kádru československé reprezentace, za kterou ovšem neodehrál jediný zápas. Pro turnaj na Zimních olympijských hrách 1976 byl zvolen jako necestující druhý náhradník. Po chřipkové epidemii a zranění náhradního brankáře Jiřího Crhy požádal československý tým o dodatečné nominování Svitany. Mezinárodní hokejová federace mu povolila účast na dvou zbývajících utkáních proti západnímu Německu a Sovětskému svazu, při nichž byl jako náhradník na střídačce. Stříbrnou medaili z turnaje ovšem nedostal, protože jejich počet byl určen podle stanovené soupisky před zahájením turnaje. V roce 1976 byl rovněž účastníkem Kanadského poháru, kde skončili Čechoslováci na druhém místě.